# Североольденбургский диалект
Североольденбургский диалект (нем. Nordoldenburgisch) — немецкий диалект, принадлежащий к нижнесаксонским диалектам. Распространён в Ольденбурге, Дельменхорсте, Аммерланде, Везермарше и в южной части Фрисландии. В целом территория распространения диалекта совпадает с территорией бывшего графства Ольденбургского.
Диалект входит в состав ольденбургского. Считается, что североольденбургский сохранил произношение языка Ганзы лучше всего, а некоторые писатели считали диалект самым чистым нижнесаксонским. Тем не менее, в самом диалекте от местности к местности существуют некоторые различия в произношении (например, wi sünd и wi sund, Keuh и Keih) и лексике. Внутреннего членения на местные диалекты не проведено.